# Oud-Schoondijke
Oud-Schoondijke is de naam die tegenwoordig gegeven wordt aan een verdwenen dorp in West-Zeeuws-Vlaanderen in de Nederlandse provincie Zeeland. Dit dorp stond vroeger bekend als Vulendike (1115-1214) of Sconendike (midden 13e eeuw), waarbij ervan uitgegaan werd dat het om dezelfde parochie zou gaan.
Dit dorp is verdwenen tijdens de inundaties van 1583 en er is nog geen eenduidigheid over de exacte plaats ervan. Niettemin bestaat er op 800 meter ten oosten van het huidige Schoondijke een verhoging in het landschap die bekendstaat als Oud Kerkhof. 19e-eeuwse berichten vermelden dat er vele fondamenten van huizen, grafkelders enz. opgegraven zouden zijn.
Een alternatieve theorie, dat het hier om de fundamenten van een vroegere burcht, de Vulenburch, wordt tegenwoordig minder waarschijnlijk geacht.
Het Oud Kerkhof is tegenwoordig een natuurgebiedje dat opvalt binnen de strakke structuur van de Generale Prins Willempolder.